# Tibioploides
Tibioploides Eskov & Marusik, 1991 è un genere di ragni appartenente alla famiglia Linyphiidae.

## Distribuzione
Le sette specie oggi attribuite a questo genere sono state reperite in varie località della regione paleartica: Russia, Cina e Giappone hanno due endemismi ciascuno..

## Tassonomia
A giugno 2012, si compone di sette specie:
- Tibioploides arcuatus (Tullgren, 1955) — Scandinavia, Russia, Estonia
- Tibioploides cyclicus Sha & Zhu, 1995 — Cina
- Tibioploides eskovianus Saito & Ono, 2001 — Giappone
- Tibioploides kurenstchikovi Eskov & Marusik, 1991 — Russia
- Tibioploides monticola Saito & Ono, 2001 — Giappone
- Tibioploides pacificus Eskov & Marusik, 1991[3] — Russia
- Tibioploides stigmosus (Xia et al., 2001) — Cina